# 동부흰귀자이언트쥐
동부흰귀자이언트쥐(Hyomys goliath)는 쥐과에 속하는 설치류의 일종이다. 파푸아뉴기니에서만 발견된다.

## 생태
카루카(Pandanus julianettii) 열매를 먹는 것으로 알려져 있기 때문에 재배자들이 이 해충을 막기 위해 나무 줄기에 발판이나 장애물을 놓는다.

## 이름
현지 파푸아뉴기니 칼람어에서는 "무무크(mumuk)"라고 부른다.